# مکس مارا
مکس مارا (ایتالیایی: Max Mara) شرکت طراحی مد ایتالیایی است، که در زمینه تولید پوشاک آماده فعالیت می‌کند.
شرکت مکس مارا در سال ۱۹۵۱ توسط آشیل ماراموتی تأسیس شد و هم‌اکنون دارای ۲٫۲۵۴ شعبه بوتیک در ۹۰ کشور جهان است. دفتر مرکزی این شرکت در شهر رجو نل امیلیا، ایتالیا قرار دارد.